# Handysize

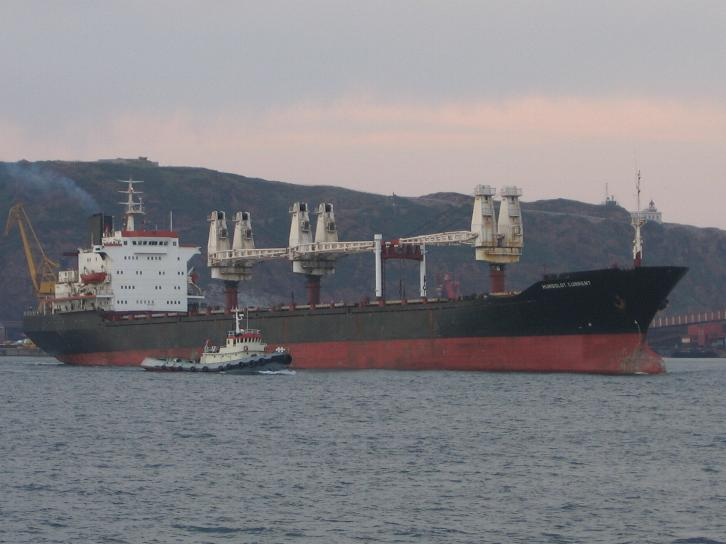
Een typische handysize

Een handysize is een klasse-verdeling van middelgrote bulkcarriers. Deze zeevarende vrachtschepen hebben verschillende ruimen waarin stortgoedladingen worden vervoerd met een gemiddeld draagvermogen van 35.000 – 58.000 ton. De klasse handysize gaat van het kleinste type handy tot het grootste type handymax.
Handysize schepen zijn numeriek de meest voorkomende bulkcarriers. Dit type schip is ruim inzetbaar, omdat het door zijn beperkte afmetingen in vele kleine havens binnen kan. Deze schepen zijn meestal uitgerust met hun eigen kranen, zodat ze zelfs in havens met een beperkte infrastructuur kunnen laden en lossen. Ze hebben vaak ook een boegschroef zodat ze kunnen manoeuvreren in havens die geen sleepboten hebben. Vergeleken met grote bulkcarriers vervoert de handysize meerdere soorten stortgoedladingen. De meest vervoerde ladingen zijn: ertsen, kolen, granen, houtproducten, cement en andere soorten stortlading.
Een gemiddeld handysize schip is 190 meter lang, 30 meter breed en heeft een zomerdiepgang van ongeveer 10 meter. Deze schepen hebben meestal vier of vijf ladingruimen en dekkranen met een capaciteit van ongeveer 30 ton. Soms worden er stanchions voorzien op de luikhoofden zodat boomstammen geladen kunnen worden op de luiken.